# Graptemys pulchra
Graptemys pulchra är en sköldpaddsart som beskrevs av  Georg Baur 1893. Graptemys pulchra ingår i släktet Graptemys och familjen kärrsköldpaddor. IUCN kategoriserar arten globalt som nära hotad. Inga underarter finns listade i Catalogue of Life.
Honor är med en upp till 27,3 cm lång sköld större än hannar. Hannarnas sköld blir maximal 13 cm lång.
Arten förekommer i sydöstra USA vid Alabamafloden och dess bifloder. Den hittas i delstaterna Alabama, Georgia och Mississippi. Sköldpaddan föredrar vattendrag där vattenflödet är varierande. Den uppsöker ofta platser med träd eller andra växtdelar som ligger i vattnet.
Olika insekter utgör den främsta födan för hannar och ungdjur. Honor äter däremot musslor och andra blötdjur. En eller två gånger per år lägger honan 1 till 5 ägg. De nykläckta ungarna är 25 till 29 mm långa. Hannar blir könsmogna efter 8 till 10 år. För honor infaller könsmognaden först efter cirka 14 år. Enskilda exemplar kan troligen leva 20 år.